# Знаменское-Губайлово
Зна́менское-Губа́йлово — подмосковная усадьба генерал-аншефа Долгорукова-Крымского, памятник архитектуры федерального значения. Ныне расположена в центре города Красногорска Московской области.

## История усадьбы
Усадьба основана в конце XVII века И. Ф. Волынским. В середине XVIII века благодаря браку князя В. М. Долгорукова с Анастасией Васильевной Волынской усадьба перешла в собственность будущего московского главнокомандующего. Именно при нём сложился классицистический архитектурный ансамбль усадьбы, в основном сохранившийся до нашего времени. Его главная «подмосковная», Волынщина, находилась на заметном удалении от Москвы, поэтому возникла необходимость во второй загородной резиденции, не столь масштабной и ближе расположенной к первопрестольной.
Формирование усадебного ядра началось с возведения Знаменской церкви. Во времена Василия Васильевича (ум. 1812), помимо храма, в поместье имелись господский каменный одноэтажный дом со службами и регулярный сад с рыбным прудом. При его вдове Екатерине Фёдоровне были устроены два обширных пейзажных парка с павильонами, эрмитажем и гротами. Также была выстроена оранжерея, вобравшая в себя романтические формы псевдоготики.
После Долгоруковых, продавших усадьбу в 1836 году, Губайловым по очереди владели: П. С. Деменков, Харитонов, А. К. Галлер, К. С. Орлов, Поляковы. Благодаря меценату С. А. Полякову усадьба в начале XX века стала одним из культурных центров, связанных с московскими поэтами-символистами. Здесь часто бывали Валерий Брюсов, Константин Бальмонт, Юргис Балтрушайтис. Регулярно посещали имение Андрей Белый и художники «Голубой розы» С. Судейкин, В. Милиоти, Н. Феофилактов.

## Архитектурный ансамбль усадьбы
- Главный дом, ныне Культурно-выставочный комплекс
- Служебные флигели (один из них «западный» сгорел в 2005 году и заменен современным стилизованным «новоделом»). Восточный флигель в котором располагался ранее Красногорский суд, в настоящее время представляет собой «пустую коробку» без отделки.
- Жилой флигель начала XX века. В советское время здесь располагалось УВД Красногорска. В XXI веке здание заброшено.[1]
- Знаменская церковь (1684—85, при В. М. Долгорукове храм перестроили, на его освящение приезжала Екатерина II с наследником Павлом, перестроена в русских формах в 1905 году, в 1930-е годы лишилась купола, восстановлена в 1995—98 годах)
- Часовня-усыпальница купцов Поляковых
- Конный двор
- Дом управляющего

К усадьбе с севера прилегает ландшафтный парк с искусственными прудами. В парке сохранилось несколько сосен Веймутова (одна из сосен погибла в 2012 году), возраст которых насчитывает более двухсот лет.

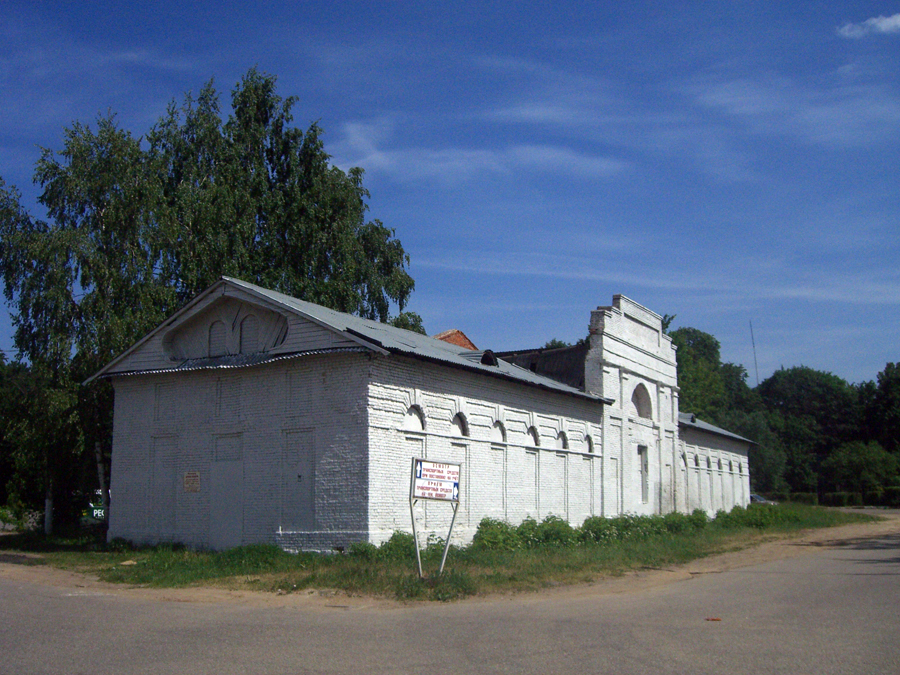
Конный двор
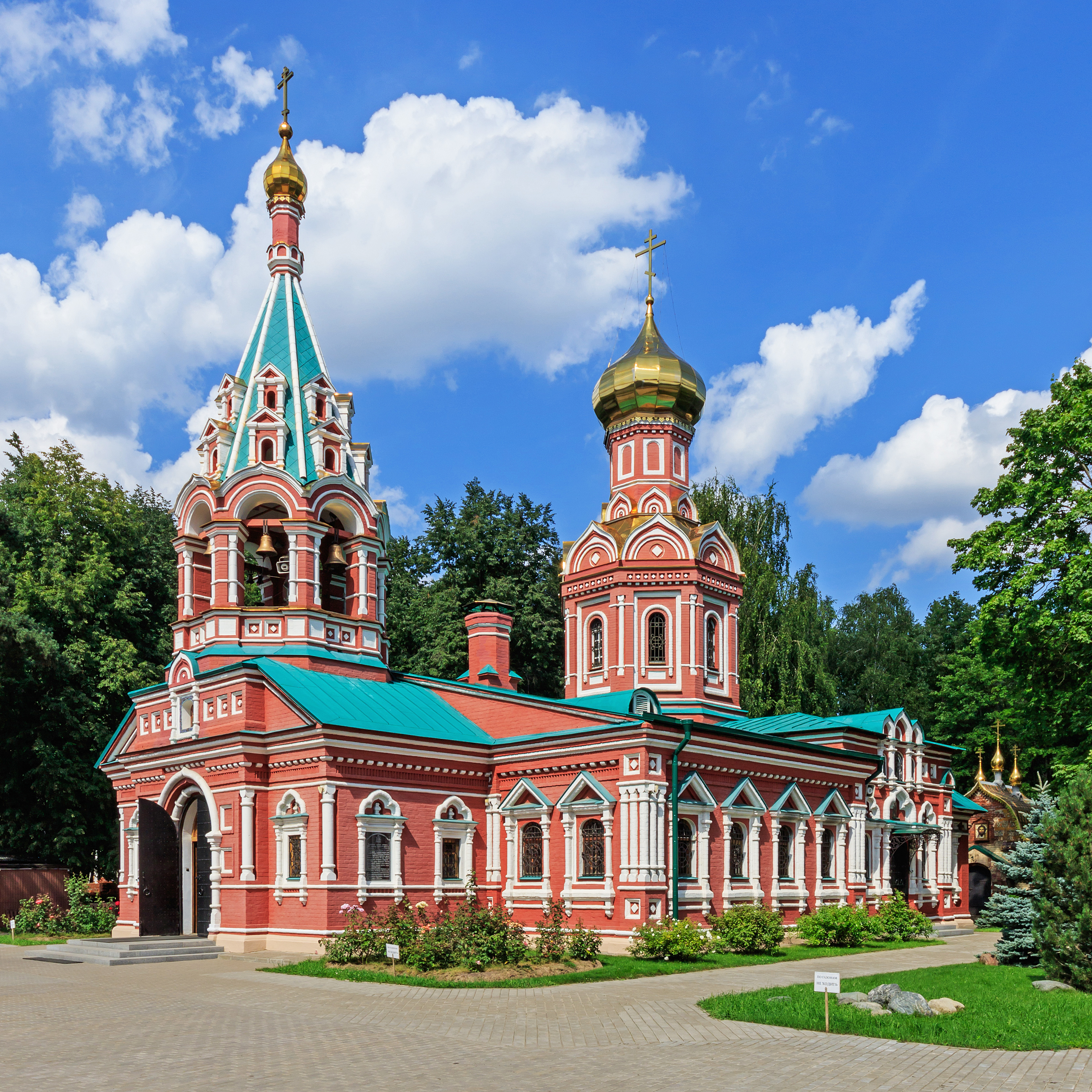
Знаменская церковь
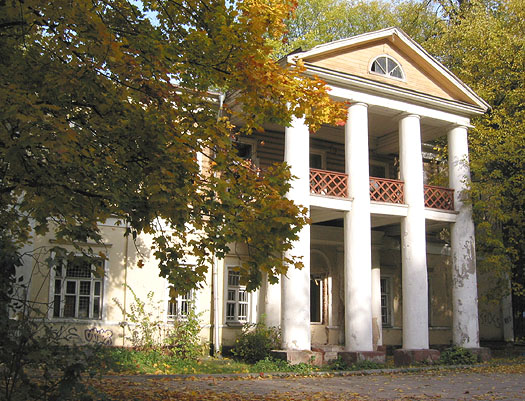
Один из флигелей до пожара
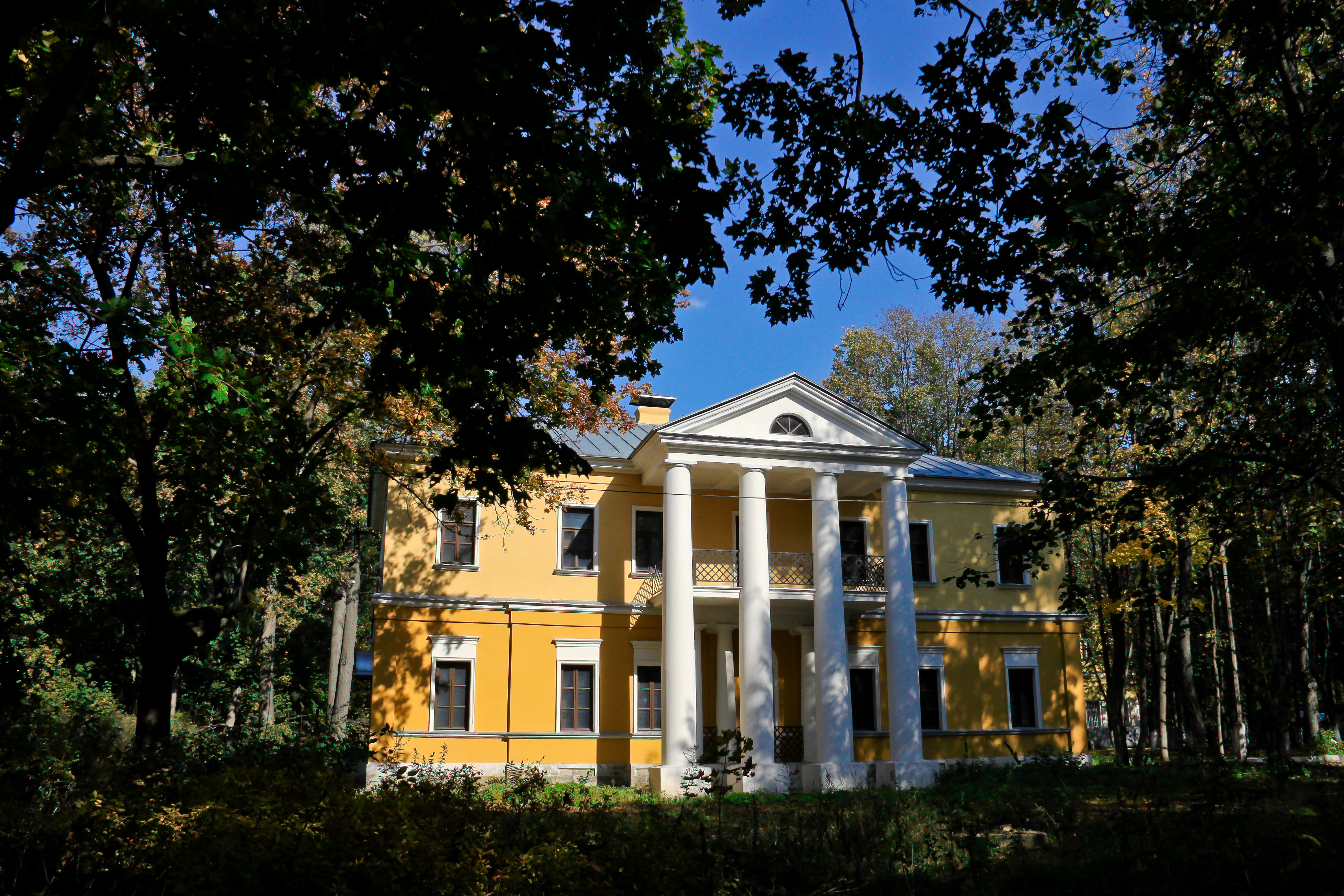
Тот же флигель, воссозданный после пожара
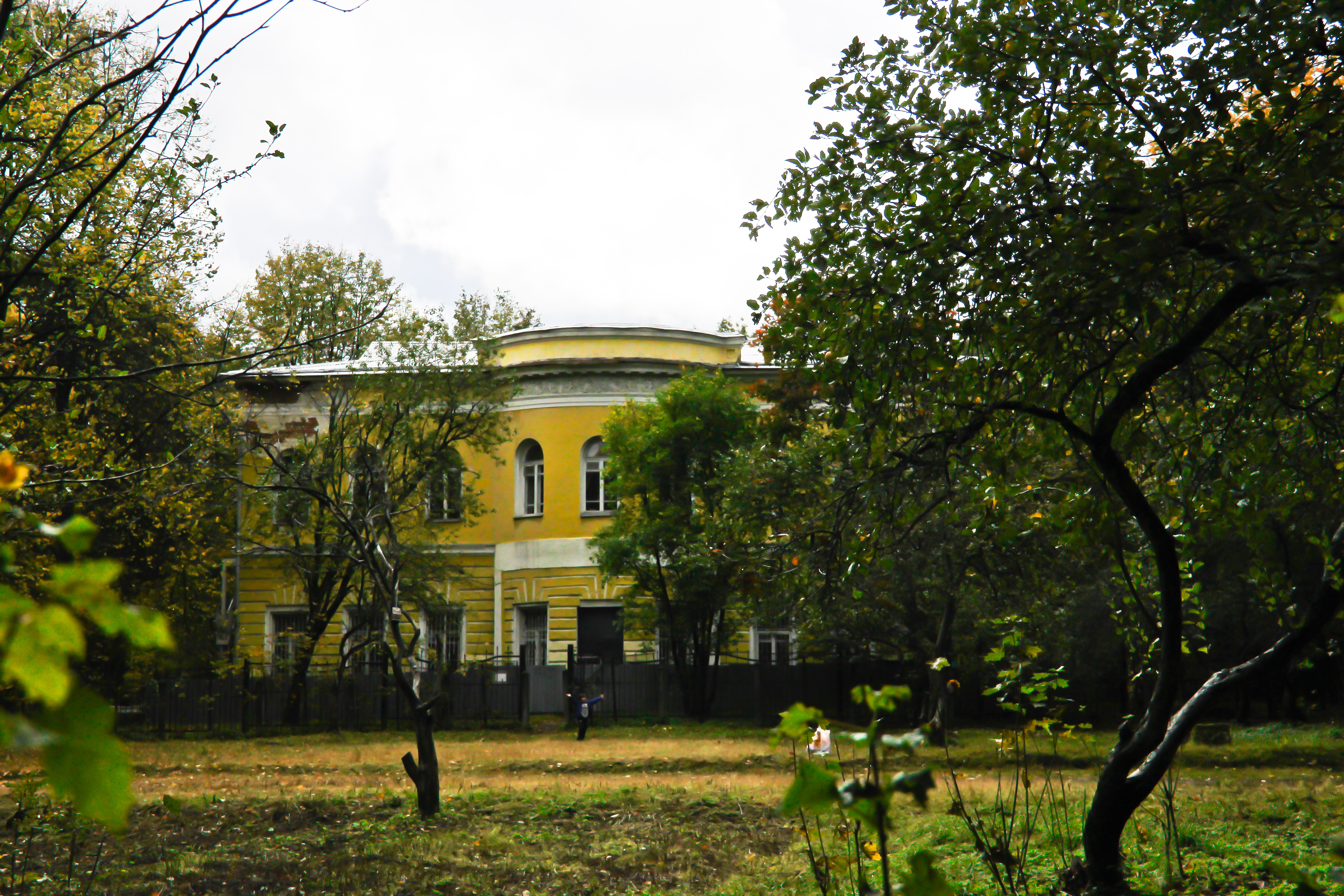
Тыльная сторона главного дома

## Современность
В постсоветское время в усадьбе ведутся реставрационные работы. На территории парка и вблизи него расположены основные городские зоны отдыха. В 2012 году у Знаменских прудов построена беседка на месте утраченной усадебной беседки.
На территории парка усадьбы сохранились два старых кедра и лиственница, посаженные владельцами усадьбы более 200 лет назад. В усадебном парке сохранились довоенные советские скульптуры — пограничника и летчика.